# توقيت شمسي

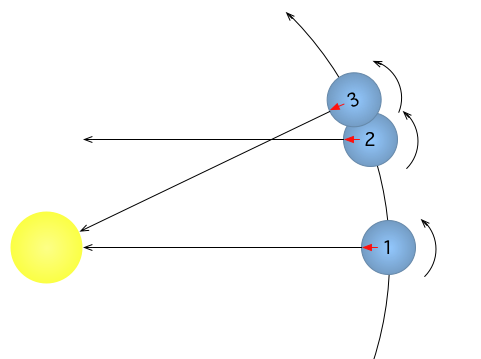

التوقيت الشمسي هو طريقة حساب مرور الوقت اعتماداً على موقع الشمس في السماء. الوحدة الأساسية للقياس في التوقيت الشمسي هي اليوم. يوجد نوعان للتوقيت الشمسي هما التوقيت الشمسي الظاهري (توقيت المزولة الشمسية), والتوقيت الشمسي المتوسط (توقيت الساعة).

## وقت الزوال
وقت الزوال (الظهر) حسب توقیت شمسي ظاهری: